# Péché originel (film)
Pour les articles homonymes, voir Péché originel et Péché originel (économie).
Pour plus de détails, voir Fiche technique et Distribution.
Péché originel (Original Sin) est un thriller américain réalisé par Michael Cristofer, sorti en 2001. Il s'agit de la seconde adaptation au cinéma du roman La Sirène du Mississippi de William Irish, dont l'œuvre avait déjà servi au scénario du film La Sirène du Mississipi de François Truffaut, réalisé en 1969.

## Synopsis
Sur le point d'être exécutée pour meurtre, une femme, Bonny Castle, raconte à un prêtre comment elle en est arrivée là.
Luis Vargas, un riche colon espagnol à Cuba décide de se marier avec une jeune femme américaine qu'il ne connait que par sa correspondance, Julia Russell. Lorsqu'elle se présente à lui, elle se révèle troublante et d'une extrême beauté. Il est immédiatement conquis mais s'aperçoit vite que son existence passée est entourée de zones d'ombre. 
Lorsqu'elle est sur le point d'être confondue par la soeur de Julia, Emily Russell, la femme s'enfuit en dérobant tout l'argent du mari. Un détective privé, Downs, engagé par Emily, est sur les traces de la fausse Julia Russell. Downs est en réalisé Billy, le complice de la fugitive, et l'assassin de Julia.
Celle-ci s'appelle en réalité Bonny Castle. Luis Vargas étant toujours amoureux d'elle, elle l'entraîne à tricher aux cartes. Il finit par croire qu'il a tué Billy. Ils s'enfuient. Mais Vargas se rend compte qu'il est dupé. Billy n'est pas mort et Bonny est toujours sa maîtresse. Elle empoisonne Luis Vargas et tue Billy.
Vargas survit et Bonny est condamnée à mort. Au dernier moment, elle échange sa place avec le prêtre.
On retrouve Bonny et Luis Vargas sains et saufs au Maroc, commençant une nouvelle vie.

## Fiche technique
- Titre original : Original Sin
- Titre français : Péché originel
- Réalisation : Michael Cristofer
- Scénario : Michael Cristofer, adapté du roman La Sirène du Mississippi (Waltz Into Darkness) de William Irish
- Chef opérateur : Rodrigo Prieto
- Musique : Terence Blanchard
- Chanson : Gloria Estefan (You can't walk away from love)
- Production : Denise Di Novi, Kate Guinzburg, Carol Lees
- Producteurs exécutifs : Sheldon Abend, Ashok Amritraj, David Hoberman
- Société de production : Metro-Goldwyn-Mayer, Hyde Park Entertainment, Via Rosa Productions, DiNovi Pictures, Intermedia Films, UGC et Epsilon Motion Pictures
- Distribution : EuropaCorp Distribution (France)
- Budget : 26 000 000 $ (estimation)
- Pays d'origine :  États-Unis -  France
- Langue : anglais
- Genre : drame, romance et thriller
- Durée : 116 minutes
- Date de sortie : 11 juillet 2001

## Distribution
- Antonio Banderas (VF : Thibault de Montalembert ; VQ : Luis de Cespedes) : Luis Vargas
- Angelina Jolie (VF : Marjorie Frantz ; V.Q. : Hélène Mondoux) : Julia Russell/Bonny Castle
- Thomas Jane (VQ : Gilbert Lachance) : Walter Downs/Billy
- Jack Thompson (VQ : Yves Massicotte) : Alan Jordan
- Gregory Itzin : le colonel Edwin Worth
- James Haven : Faust, dans la pièce de théâtre
- Allison Mackie (VQ : Madeleine Arsenault) : Augusta Jordan
- Joan Pringle (VQ : Anne Caron) : Sara
- Cordelia Richards (VQ : Marie-Andrée Corneille) : Emily Russell